# Weltmeisterschaften im Gewichtheben 2024
Die Weltmeisterschaften im Gewichtheben 2024 wurden vom 4. bis 14. Dezember in Manama, Bahrain ausgetragen. Austragungsort der Wettkämpfe war das Weightlifting Marquee Venue. 

## Medaillengewinner

### Männer
| Disziplin | Gold                   | Gold      | Silber                     | Silber | Bronze                     | Bronze     |
| 55 kg     | 55 kg                  | 55 kg     | 55 kg                      | 55 kg  | 55 kg                      | 55 kg      |
| --------- | ---------------------- | --------- | -------------------------- | ------ | -------------------------- | ---------- |
| Reißen    | Thiago Silva           | 121 kg    | Yang Yang                  | 120 kg | Natthawat Chomchuen        | 120 kg     |
| Stoßen    | Pang Un-chol           | 154 kg    | Natthawat Chomchuen        | 153 kg | Thiago Silva               | 148 kg     |
| Zweikampf | Natthawat Chomchuen    | 273 kg    | Thiago Silva               | 269 kg | Fernando Agad              | 263 kg     |
| 61 kg     |                        |           |                            |        |                            |            |
| Reißen    | Pak Myong-jin          | 132 kg    | Nguyễn Trần Anh Tuấn       | 131 kg | Garnik Tscholakjan         | 130 kg     |
| Stoßen    | Pak Myong-jin          | 173 kg    | Aniq Kasdan                | 166 kg | Wei Haixian                | 160 kg     |
| Zweikampf | Pak Myong-jin          | 305 kg    | Aniq Kasdan                | 296 kg | Nguyễn Trần Anh Tuấn       | 291 kg     |
| 67 kg     |                        |           |                            |        |                            |            |
| Reißen    | Pak Pyol               | 150 kg    | Zheng Xinhao               | 148 kg | Kaan Kahriman              | 148 kg WJR |
| Stoßen    | Ri Won-ju              | 190 kg WR | Pak Pyol                   | 182 kg | Yusuf Fehmi Genç           | 181 kg     |
| Zweikampf | Ri Won-ju              | 336 kg    | Pak Pyol                   | 332 kg | Yusuf Fehmi Genç           | 327 kg     |
| 73 kg     |                        |           |                            |        |                            |            |
| Reißen    | Edwin Lagarejo         | 155 kg    | Bunýad Raşidow             | 154 kg | Roberto Guțu               | 154 kg     |
| Stoßen    | Ri Ryong-hyon          | 197 kg    | Lee Sang-yeon              | 191 kg | Rizki Juniansyah           | 190 kg     |
| Zweikampf | Ri Ryong-hyon          | 349 kg    | Rizki Juniansyah           | 340 kg | Zhong Zhiguang             | 336 kg     |
| 81 kg     |                        |           |                            |        |                            |            |
| Reißen    | Ri Chong-song          | 166 kg    | Mukhammadkodir Toshtemirov | 165 kg | Alexei Tschurkin           | 164 kg     |
| Stoßen    | Ri Chong-song          | 205 kg    | Alexei Tschurkin           | 204 kg | Son Hyeon-ho               | 197 kg     |
| Zweikampf | Ri Chong-song          | 371 kg    | Alexei Tschurkin           | 368 kg | Mukhammadkodir Toshtemirov | 355 kg     |
| 89 kg     |                        |           |                            |        |                            |            |
| Reißen    | Karlos Nassar          | 183 kg WR | Marin Robu                 | 173 kg | Sarvarbek Zafarjonov       | 171 kg     |
| Stoßen    | Karlos Nassar          | 222 kg    | Ro Kwang-ryol              | 218 kg | Pan Yunhua                 | 208 kg     |
| Zweikampf | Karlos Nassar          | 405 kg WR | Ro Kwang-ryol              | 380 kg | Marin Robu                 | 379 kg     |
| 96 kg     |                        |           |                            |        |                            |            |
| Reißen    | Rewas Dawitadse        | 177 kg    | Alireza Moeini             | 176 kg | Qian Feixiang              | 175 kg     |
| Stoßen    | Won Jong-beom          | 214 kg    | Nurghissa Ädiletuly        | 214 kg | Alireza Moeini             | 214 kg     |
| Zweikampf | Nurghissa Ädiletuly    | 388 kg    | Rewas Dawitadse            | 387 kg | Alireza Moeini             | 387 kg     |
| 102 kg    |                        |           |                            |        |                            |            |
| Reißen    | Marcos Ruiz            | 183 kg    | Aymen Bacha                | 183 kg | Döwranbek Hasanbaýew       | 182 kg     |
| Stoßen    | Artem Antropov         | 230 kg    | Fares Ibrahim              | 225 kg | Jhonatan Rivas             | 213 kg     |
| Zweikampf | Artem Antropov         | 400 kg    | Fares Ibrahim              | 399 kg | Marcos Ruiz                | 395 kg     |
| 109 kg    |                        |           |                            |        |                            |            |
| Reißen    | Sharofiddin Amriddinov | 184 kg    | Garik Karapetjan           | 183 kg | Mehdi Karami               | 183 kg     |
| Stoßen    | Ruslan Nurudinov       | 242 kg WR | Dadaş Dadaşbəyli           | 221 kg | Salwan Al-Aifuri           | 220 kg     |
| Zweikampf | Ruslan Nurudinov       | 424 kg    | Dadaş Dadaşbəyli           | 404 kg | Mehdi Karami               | 400 kg     |
| +109 kg   |                        |           |                            |        |                            |            |
| Reißen    | Warasdat Lalajan       | 215 kg    | Gor Minasjan               | 210 kg | Ali Davoudi                | 206 kg     |
| Stoßen    | Alireza Yousefi        | 262 kg    | Ali Davoudi                | 253 kg | Warasdat Lalajan           | 252 kg     |
| Zweikampf | Warasdat Lalajan       | 467 kg    | Ali Davoudi                | 459 kg | Alireza Yousefi            | 456 kg     |

### Frauen
| Disziplin | Gold            | Gold      | Silber                          | Silber     | Bronze              | Bronze |
| 45 kg     | 45 kg           | 45 kg     | 45 kg                           | 45 kg      | 45 kg               | 45 kg  |
| --------- | --------------- | --------- | ------------------------------- | ---------- | ------------------- | ------ |
| Reißen    | Zhao Jinhong    | 87 kg     | Won Hyon-sim                    | 86 kg      | Marta García        | 75 kg  |
| Stoßen    | Zhao Jinhong    | 113 kg WR | Won Hyon-sim                    | 105 kg     | Phạm Đình Thi       | 97 kg  |
| Zweikampf | Zhao Jinhong    | 200 kg WR | Won Hyon-sim                    | 191 kg     | Phạm Đình Thi       | 170 kg |
| 49 kg     |                 |           |                                 |            |                     |        |
| Reißen    | Xiang Linxiang  | 92 kg     | Ri Song-gum                     | 91 kg      | Rosegie Ramos       | 88 kg  |
| Stoßen    | Ri Song-gum     | 122 kg    | Xiang Linxiang                  | 120 kg WJR | Lin Cheng-jing      | 107 kg |
| Zweikampf | Ri Song-gum     | 213 kg    | Xiang Linxiang                  | 212 kg WJR | Rosegie Ramos       | 193 kg |
| 55 kg     |                 |           |                                 |            |                     |        |
| Reißen    | Kang Hyon-gyong | 100 kg    | Zhang Haiqin                    | 97 kg      | Chen Guan-ling      | 93 kg  |
| Stoßen    | Kang Hyon-gyong | 126 kg    | Alexandra Grigorjan             | 120 kg WJR | Chen Guan-ling      | 118 kg |
| Zweikampf | Kang Hyon-gyong | 226 kg    | Chen Guan-ling                  | 211 kg     | Alexandra Grigorjan | 203 kg |
| 59 kg     |                 |           |                                 |            |                     |        |
| Reißen    | Kim Il-gyong    | 108 kg    | Pei Xinyi                       | 107 kg     | Lucrezia Magistris  | 99 kg  |
| Stoßen    | Kim Il-gyong    | 141 kg WR | Pei Xinyi                       | 130 kg     | Yenny Álvarez       | 126 kg |
| Zweikampf | Kim Il-gyong    | 249 kg WR | Pei Xinyi                       | 237 kg     | Yenny Álvarez       | 224 kg |
| 64 kg     |                 |           |                                 |            |                     |        |
| Reißen    | Rim Un-sim      | 116 kg    | Ri Suk                          | 115 kg     | Li Shuang           | 107 kg |
| Stoßen    | Ri Suk          | 149 kg WR | Rim Un-sim                      | 140 kg     | Li Shuang           | 134 kg |
| Zweikampf | Ri Suk          | 264 kg WR | Rim Un-sim                      | 256 kg     | Li Shuang           | 241 kg |
| 71 kg     |                 |           |                                 |            |                     |        |
| Reißen    | Yang Qiuxia     | 121 kg    | Olivia Reeves                   | 120 kg     | Jong Chun-hui       | 116 kg |
| Stoßen    | Olivia Reeves   | 147 kg    | Jong Chun-hui                   | 146 kg     | Yang Qiuxia         | 140 kg |
| Zweikampf | Olivia Reeves   | 267 kg    | Jong Chun-hui                   | 262 kg     | Yang Qiuxia         | 261 kg |
| 76 kg     |                 |           |                                 |            |                     |        |
| Reißen    | Song Kuk-hyang  | 116 kg    | Miyareth Mendoza                | 111 kg     | Sarah Matthew       | 110 kg |
| Stoßen    | Song Kuk-hyang  | 148 kg    | Miyareth Mendoza                | 137 kg     | Bella Paredes       | 136 kg |
| Zweikampf | Song Kuk-hyang  | 264 kg    | Miyareth Mendoza                | 248 kg     | Sarah Matthew       | 245 kg |
| 81 kg     |                 |           |                                 |            |                     |        |
| Reißen    | Liao Guifang    | 123 kg    | Mönchdschantsangiin Anchtsetseg | 116 kg     | Kim Kyong-ryong     | 114 kg |
| Stoßen    | Liao Guifang    | 155 kg    | Sara Ahmed                      | 149 kg     | Kim Kyong-ryong     | 147 kg |
| Zweikampf | Liao Guifang    | 278 kg    | Sara Ahmed                      | 262 kg     | Kim Kyong-ryong     | 261 kg |
| 87 kg     |                 |           |                                 |            |                     |        |
| Reißen    | Wu Yan          | 122 kg    | Madias Nzesso                   | 114 kg     | Eileen Cikamatana   | 113 kg |
| Stoßen    | Wu Yan          | 150 kg    | Eileen Cikamatana               | 144 kg     | Kim Yŏng-ju         | 144 kg |
| Zweikampf | Wu Yan          | 272 kg    | Eileen Cikamatana               | 257 kg     | Kim Yŏng-ju         | 256 kg |
| +87 kg    |                 |           |                                 |            |                     |        |
| Reißen    | Li Yan          | 149 kg WR | Park Hye-jeong                  | 124 kg     | Son Young-hee       | 118 kg |
| Stoßen    | Li Yan          | 175 kg    | Park Hye-jeong                  | 171 kg     | Son Young-hee       | 162 kg |
| Zweikampf | Li Yan          | 324 kg    | Park Hye-jeong                  | 295 kg     | Son Young-hee       | 280 kg |

## Medaillenspiegel
| Platz  | Land               | Gold | Silber | Bronze | Gesamt |
| ------ | ------------------ | ---- | ------ | ------ | ------ |
| 1      | Nordkorea          | 26   | 13     | 6      | 45     |
| 2      | China              | 14   | 8      | 9      | 31     |
| 3      | Kasachstan         | 3    | 3      | 1      | 7      |
| 4      | Usbekistan         | 3    | 1      | 2      | 6      |
| 5      | Bulgarien          | 3    | –      | –      | 3      |
| 6      | Armenien           | 2    | 2      | 3      | 7      |
| 7      | Vereinigte Staaten | 2    | 1      | –      | 3      |
| 8      | Südkorea           | 1    | 4      | 4      | 9      |
| 9      | Iran               | 1    | 3      | 6      | 10     |
| 10     | Kolumbien          | 1    | 3      | 3      | 7      |
| 11     | Brasilien          | 1    | 1      | 1      | 3      |
| 11     | Thailand           | 1    | 1      | 1      | 3      |
| 13     | Georgien           | 1    | 1      | –      | 2      |
| 14     | Spanien            | 1    | –      | 2      | 3      |
| 15     | Australien         | –    | 2      | 1      | 3      |
| 16     | Ägypten            | –    | 2      | –      | 2      |
| 16     | Aserbaidschan      | –    | 2      | –      | 2      |
| 16     | Katar              | –    | 2      | –      | 2      |
| 16     | Malaysia           | –    | 2      | –      | 2      |
| 20     | Chinesisch Taipeh  | –    | 1      | 3      | 4      |
| 20     | Vietnam            | –    | 1      | 3      | 4      |
| 22     | Indonesien         | –    | 1      | 1      | 2      |
| 22     | Moldau             | –    | 1      | 1      | 2      |
| 22     | Turkmenistan       | –    | 1      | 1      | 2      |
| 25     | Bahrain            | –    | 1      | –      | 1      |
| 25     | Großbritannien     | –    | 1      | –      | 1      |
| 25     | Mongolei           | –    | 1      | –      | 1      |
| 25     | Tunesien           | –    | 1      | –      | 1      |
| 29     | Philippinen        | –    | –      | 3      | 3      |
| 29     | Türkei             | –    | –      | 3      | 3      |
| 31     | Nigeria            | –    | –      | 2      | 2      |
| 32     | Deutschland        | –    | –      | 1      | 1      |
| 32     | Ecuador            | –    | –      | 1      | 1      |
| 32     | Irak               | –    | –      | 1      | 1      |
| 32     | Italien            | –    | –      | 1      | 1      |
| Gesamt | Gesamt             | 60   | 60     | 60     | 180    |